# Һ
Һ (kleingeschrieben һ, IPA-Aussprache h oder ʰ) ist ein Buchstabe des kyrillischen Alphabets und wird in den Sprachen Baschkirisch, Kalmückisch, Kasachisch, Kildinsamisch, Tatarisch, Burjatisch und Jakutisch verwendet.